# Friedrich Karl von Eggeling
Friedrich Karl von Eggeling (* 20. August 1924 in Gießmannsdorf; † 13. März 2022 in Behringersdorf bei Nürnberg) war ein deutscher Oberforstrat, Ausbilder, Naturschützer, Geschäftsführer, Organisator, Fachbuchautor und Schriftsteller.

## Leben
Nachdem Eggeling sein Abitur 1942 in Löwenberg bestanden hatte, diente er während des Zweiten Weltkriegs von 1942 bis 1945 in einer Panzertruppe im Heer der Wehrmacht. Im Jahr 1946 begann er sein Forststudium in Freiburg im Breisgau und wechselte 1948 an die Hochschule in Hannoversch Münden, wo er auch Vorlesungen bei Arnold Freiherr von Vietinghoff-Riesch besuchte, der als einer seiner Lehrer gesehen werden kann. Nach seinem Abschluss als Diplom-Forstwirt 1950 folgte die Referendarszeit in Schweden und in verschiedenen Forstämtern in Deutschland, die 1953 mit der Großen Forstlichen Staatsprüfung als Assessor des Forstdienstes endete.
Von 1953 bis 1962 arbeitete Friedrich Karl von Eggeling in der Forstplanungsabteilung der Landwirtschaftskammer Niedersachsen und ging dann für ein Jahr als stellvertretender Forstamtsleiter des Fürstlich Bismarckschen Forsts Sachsenwald nach Friedrichsruh. Seine fachlichen und organisatorischen Fähigkeiten brachte er von 1964 bis 1971 als Geschäftsführer des Deutschen Jagdschutz-Verbandes (DJV) in Bonn ein, für den er 1971 den deutschen Pavillon bei der internationalen Jagdausstellung in Budapest gestaltete und den er als Titularmitglied des Conseil International de la Chasse et de la Conservation du Gibier (CIC) als Generalsekretär des Ausschusses für Zugvögel vertrat. Im Jahr 1971 wurde unter seinem Einfluss das deutsche Jagdgesetz neu formuliert und vom Bundestag verabschiedet. Seit 1972 übernahm er die Leitung des Forstamts des Gräflich Faber-Castellschen Forstes in Stein bei Nürnberg.
In seiner längsten Tätigkeit war Eggeling 1974/90 Akademischer Mitarbeiter im Leitungsdienst des Staatlich Bayerischen Forstamtes Nürnberg. Dort war er zuständig für die Ausbildung der bayerischen Berufsjäger, Sonderbeauftragter des Landtages zur Verbesserung der Lebensbedingungen des Schalenwildes, Vorsitzender des Ausschusses „Wildtier und Umwelt“, Koordinator der Internationalen Ausstellung „Wildtier und Umwelt“ im Jahre 1986 in Nürnberg. Danach wurde er Geschäftsführer der Wildland GmbH im Bayerischen Jagdverband, wo er bis 1992 damit beschäftigt war, wertvolle Biotope anzukaufen und Pflegekonzepte zu entwickeln.
Im Jahr 1996 erfolgte der Rückerwerb des Waldteiles (rund 400 ha) seines Familienbesitzes in Horscha (Landkreis Görlitz). Von 1996 bis 2009 war er Geschäftsführer der Forstbetriebsgemeinschaft „Niederschlesische Heide e.V.“
Bekannt wurde er auch als Autor von belletristischer Jagdliteratur, mehrerer hundert Kurzgeschichten, Essays, Erlebnisberichten und Beiträgen zum Wildlife-Management, als Mitverfasser und Bearbeiter von Fachbüchern sowie als Kolumnist der Zeitschriften Jäger und Deutsche Jagd-Zeitung. Eggeling war seit 2014 verwitwet und hatte zwei Söhne.

## Veröffentlichungen
Autor von
- Schottland – nicht nur der Hirsche wegen. Neumann-Neudamm Verlag 1995.
- Von starken Keilern, treuen Hunden und pfeilschnellem Federwild. Paul Parey Verlag 1974, 1978.
- Wie es Diana gefällt. Paul Parey Verlag 1978, F.C. Mayer Verlag 1991.
- Vom Jagen in Deutschland. Paul Parey Verlag 1988.
- Der Jäger als Land- und Forstwirt. Paul Parey Verlag 1991.
- Wir jagen mit Vergnügen. Neumann-Neudamm Verlag, 1997.
- Die Jagd ist alle Tage neu. Neumann-Neudamm Verlag 2006.
- Glückliche Stunden. Neumann-Neudamm Verlag 2007.
- Horscha – Jagdliche Heimkehr. Österr. Jagd-, Fischerei Verlag 2013.
- Horscha – Forstliche Erfüllung. Österr. Jagd-, Fischerei Verlag 2017.
- Schottland – Nicht nur der Hirsche wegen. Sternath Verlag 2023

Mitverfasser von
- The Game Cookery Book. British Deer Society 1968.
- Äsung und Deckung im Revier. BLV 1979.
- mit Heinrich Uhde: Der Jäger und der Jagdbetrieb: Jagdarten, Wildbretverwertung und Hundeführung. Parey, Hamburg/Berlin 1986 und öfter, ISBN 3-490-27512-8.
- Jagd und Naturschutz. Landbuch Verlag 1991.
- Der Jäger und sein Wild. Paul Parey Verlag, 1993, 1996.

## Ehrungen
- 1986 – Goldene Verdienstnadel des Deutschen Jagdschutz-Verbandes e.V.
- 1998 – Kulturpreis des Deutschen Jagdschutz-Verbandes e.V.